# Januari 2002
Dit artikel geeft een chronologisch overzicht van alle belangrijke gebeurtenissen per dag in de maand januari van het jaar 2002.

## Gebeurtenissen

### 1 januari
- Twaalf van de vijftien lidstaten van de Europese Unie nemen afscheid van hun eigen valuta en stappen over op de euro. Zweden, Denemarken en Groot-Brittannië behouden hun eigen munt.
- Nederlanders en Belgen halen op Nieuwjaarsdag massaal eurogeld in huis. Het elektronisch geldverkeer maakt de overstap van de gulden en de frank naar de euro zonder problemen.
- Bosbranden in de Australische deelstaat New South Wales bereiken de buitenwijken van Sydney.
- Eduardo Duhalde wordt benoemd tot nieuwe president van Argentinië.

### 2 januari
- De voltallige raad van commissarissen en twee leden van de raad van bestuur van de Nederlandse Spoorwegen treden af nadat minister Tineke Netelenbos van Verkeer en Waterstaat het vertrouwen in de NS-directie heeft opgezegd.

### 3 januari
- Karel Noordzij wordt aangesteld als interim president-directeur van de NS en krijgt de tijd tot 1 juli om orde op zaken te stellen, aldus de raad van commissarissen.
- Bierbrouwer Freddy Heineken overlijdt aan een lichte longontsteking. Hij was al geruime tijd ziek. De zeggenschap van Heineken NV, de op een na grootste bierbrouwer ter wereld, komt bij zijn dochter Charlene de Carvalho en zijn vijf kleinkinderen te liggen.

### 4 januari
- Na 18 jaar wordt de Zaanse paskamermoord opgelost. Na heropening van de zaak in 2001 vindt justitie een DNA-spoor dat leidt naar crimineel Kemal Erol, die al is overleden.
- Het Israëlische leger grijpt de Karine A op de Rode Zee en beweert dat de wapens die op het schip gevonden werden bedoeld waren voor de Palestijnse Autoriteit.

### 6 januari
- Jochem Uytdehaage wordt gekroond tot Europees schaatskampioen bij de allrounders.

### 7 januari
- Wegens slechte gezondheid en depressies maakt de Franse modemagnaat Yves Saint Laurent in zijn woning bekend te stoppen met het ontwerpen van haute couture. Hij behoorde tientallen jaren tot de toonaangevende couturiers van Frankrijk.

### 11 januari
- Edmund Stoiber, minister-president van de Duitse deelstaat Beieren, maakt bekend dat hij als lijsttrekker zal aantreden bij de verkiezingen voor de Bondsdag.

### 15 januari
- Het ministerie van Justitie maakt bekend dat het aantal vreemdelingen dat in Nederland asiel zoekt in 2001 met een kwart is gedaald.

### 16 januari
- Riccardo Chailly kondigt na zestien jaar zijn vertrek aan als chef-dirigent van het Koninklijk Concertgebouworkest. In 2005 wordt hij Gewandhauskapellmeister en Generalmusikdirektor in Leipzig.

### 17 januari
- Zes Israëliërs worden gedood en nog eens dertig raken gewond bij een Palestijnse aanslag op een feestzaal in Hadera, ten noorden van Tel Aviv. Een gewapende vleugel van Yasser Arafats Al-Fatah eist de verantwoordelijkheid op.
- De vulkaan Nyiragongo in Congo komt tot uitbarsting. Hierbij komen 150 mensen om het leven, 400.000 mensen worden dakloos en de grensplaats Goma wordt volledig in de as gelegd.

### 19 januari
- Prins Willem-Alexander zegt dat het rapport van professor Baud over de vader van Máxima Zorreguieta, Jorge Zorreguieta, slechts "een mening" is.

### 20 januari
- Pim Fortuyn, de lijsttrekker van Leefbaar Nederland, wordt ook lijsttrekker van Leefbaar Rotterdam.

### 21 januari
- Donorlanden en hulporganisaties zeggen ruim 4,5 miljard dollar toe voor de wederopbouw van Afghanistan op een donorconferentie in Tokio.

### 23 januari
- Minister Benk Korthals van Justitie overleeft een spoeddebat over smokkelaars van bolletjes drugs. De voltallige oppositie had een motie van afkeuring ingediend, waarin Korthals laks optreden bij de aanpak van de Schipholproblematiek werd verweten

### 24 januari
- Met het aftreden van topman Ken Lay van het Amerikaanse energiebedrijf Enron, begint de Enron-Affaire. In december 2001 ontsloeg 21 000 werknemers en vroeg faillissement aan. Na strafrechtelijk onderzoek bleek het bedrijf er een dubbele boekhouding op na te houden waarin verliezen geregistreerd werden en dat accountants hieraan meewerkten. De beurskoers zakte van 90 dollar (midden 2000) tot 0,10 dollar (oktober 2001).
- CDA-fractieleider Jan-Peter Balkenende zegt op een partijbijeenkomst in Den Haag dat hij tegen het idee van Nederland als multiculturele samenleving is. Balkenende vindt dat nieuwkomers zich moeten aanpassen aan wezenlijke onderdelen van de Nederlandse cultuur.

### 25 januari
- Wikipedia schakelt over op PHP-software.
- Rammelend met potten en pannen gaan duizenden Argentijnen de straat op om te protesteren tegen de gedeeltelijke bevriezing van hun bankrekeningen.
- De KNVB maakt bekend dat het Dick Advocaat op 1 juli in dienst zal treden om het Nederlands voetbalelftal te begeleiden naar het EK voetbal 2004. Hij zal hierbij geassisteerd worden door Willem van Hanegem en Bert van Lingen.

### 27 januari
- De Amerikaanse tennisster Jennifer Capriati verlengt haar titel op de Australian Open. In de herhaling van de finale van een jaar eerder verslaat de Amerikaanse tennisster in Melbourne haar Zwitserse collega Martina Hingis: 4-6, 7-6 en 6-2. Hij de mannen verslaat Thomas Johansson de Rus Marat Safin met 3-6, 6-4, 6-4, 7-6.
- De Duitse zwemmer Thomas Rupprath stelt in Berlijn zijn eigen wereldrecord op de 100 meter vlinderslag kortebaan (25 meter) scherper: 50,10.

### 28 januari
- De Consumentenbond maakt bekend dat bedrijven en lagere overheden in de eerste maand van de euro forse prijsstijgingen hebben doorgevoerd. De bond vraagt de Nederlandse Mededingingsautoriteit (NMa) om een onderzoek.

### 30 januari
- De Europese Commissie geeft Duitsland en Portugal een zogenoemde "vroege waarschuwing" wegens het risico dat hun begrotingstekorten uit de hand lopen.

## Overleden
<< · januari · februari · maart · april · mei · juni · juli · augustus · september · oktober · november · december · >>